# .mp
.mp es el dominio de nivel superior geográfico (ccTLD) para Islas Marianas del Norte.